# Turniej o Koronę Bolesława Chrobrego – Pierwszego Króla Polski 2008

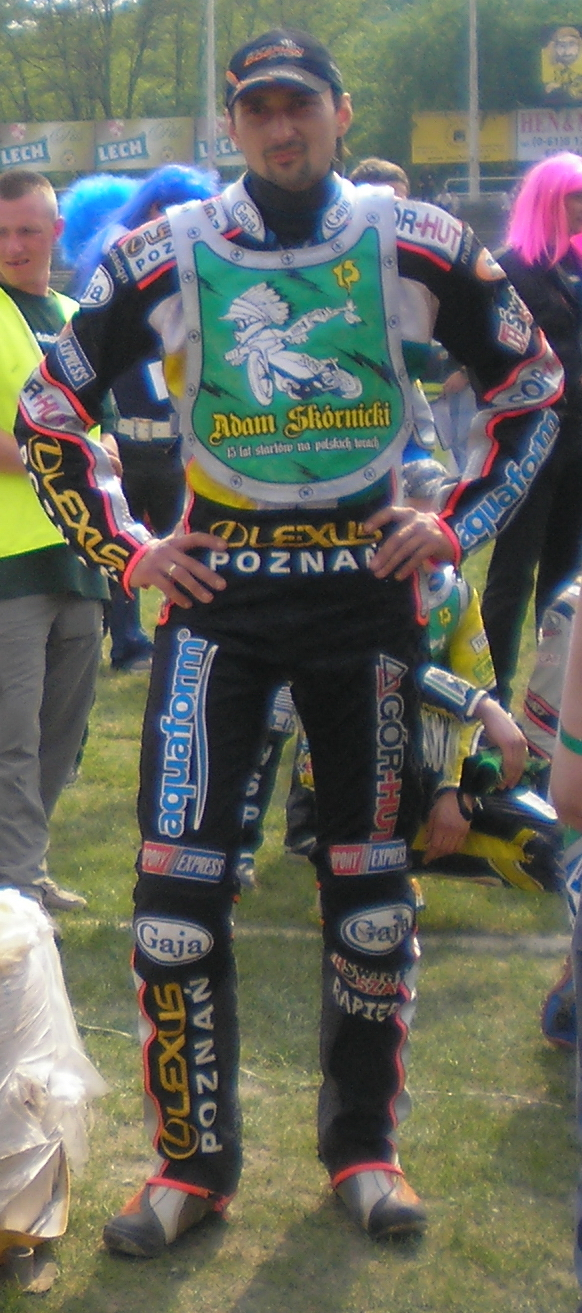
Rafał Dobrucki wygrał pierwszy historyczny turniej w Gnieźnie

I Turniej o Koronę Bolesława Chrobrego – Pierwszego Króla Polski odbył się 29 czerwca 2008. Turniej wygrał wychowanek Polonii Piła Rafał Dobrucki.
Turniej był pierwszym od 8 lat tego typu wydarzeniem w Grodzie Lecha. Organizatorom zależało, aby turniej był symbolem uporu i odporności Startu Gniezno na przeciwności losu.

## Wyniki
- 29 czerwca 2008 (sobota), Gniezno
- NCD: Rafał Dobrucki – 65,18 sek. – dziewiąty bieg.
- Widzów – 5.000
- Sędziował – Józef Komakowski z Bydgoszczy

| Msc. | Zawodnik                 | Klub                  | Pkt  |             |  |
| ---- | ------------------------ | --------------------- | ---- | ----------- |  |
| 1    | (6) Rafał Dobrucki       | ZKŻ Zielona Góra      | 13+3 | (3,3,3,3,1) |  |
| 2    | (8) Rafał Okoniewski     | Polonia Bydgoszcz     | 14+2 | (2,3,3,3,3) |  |
| 3    | (5) Sebastian Ułamek     | Włókniarz Częstochowa | 12+1 | (1,3,3,2,3) |  |
| 4    | (13) Krzysztof Jabłoński | Wybrzeże Gdańsk       | 12+0 | (2,2,3,2,3) |  |
| 5    | (16) Adrian Miedziński   | KS Toruń              | 10   | (3,1,2,3,1) |  |
| 6    | (9) Norbert Kościuch     | PSŻ Poznań            | 8    | (1,1,1,2,3) |  |
| 7    | (7) Karol Ząbik          | KS Toruń              | 8    | (0,2,2,2,2) |  |
| 8    | (15) Sławomir Drabik     | Unia Tarnów           | 7    | (1,3,1,0,2) |  |
| 9    | (1) Piotr Paluch         | Start Gniezno         | 7    | (2,0,1,3,1) |  |
| 10   | (4) Paweł Hlib           | Stal Gorzów Wlkp.     | 7    | (1,2,1,1,2) |  |
| 11   | (2) Daniel Jeleniewski   | WTS Wrocław           | 6    | (3,0,2,1,0) |  |
| 12   | (10) Dawid Cieślewicz    | Start Gniezno         | 4    | (3,1,d,0,0) |  |
| 13   | (14) Robert Kościecha    | KS Toruń              | 4    | (0,2,2,w,0) |  |
| 14   | (3) Dawid Stachyra       | Stal Rzeszów          | 3    | (0,0,0,1,2) |  |
| 15   | (12) Jacek Rempała       | Unia Tarnów           | 3    | (2,0,0,1,0) |  |
| 16   | (11) Mirosław Jabłoński  | Start Gniezno         | 2    | (0,1,0,0,1) |  |
|      | rez. Łukasz Loman        | Start Gniezno         | ns   |             |  |
|      | rez. Sławomir Musielak   | Start Gniezno         | ns   |             |  |

Bieg po biegu:
1. (65,63) Jeleniewski, Paluch, Hlib, Stachyra
2. (66,23) Dobrucki, Okoniewski, Drabik, Ząbik
3. (66,32) Cieślewicz, Rempała, Kościuch, M. Jabłoński
4. (65,62) Miedziński, K. Jabłoński, Drabik, Kościecha
5. (65,67) Ułamek, K. Jabłoński, Kościuch, Paluch
6. (65,29) Dobrucki, Kościecha, Cieślewicz, Jeleniewski
7. (65,25) Drabik, Ząbik, M. Jabłoński, Stachyra
8. (65,71) Okoniewski, Hlib, Miedziński, Rempała
9. (65,18) Dobrucki, Miedziński, Paluch, M. Jabłoński
10. (65,33) Ułamek, Jeleniewski, Drabik, Rempała
11. (65,26) Okoniewski, Kościecha, Kościuch, Stachyra
12. (66,02) K. Jabłoński, Ząbik, Hlib, Cieślewicz (d – st.)
13. (66,61) Paluch, Ząbik, Rempała, Kościecha (w/u)
14. (65,30) Okoniewski, K. Jabłoński, Jeleniewski, M. Jabłoński
15. (65,67) Miedziński, Ułamek, Stachyra, Cieślewicz
16. (65,99) Dobrucki, Kościuch, Hlib, Drabik
17. (66,00) Okoniewski, Drabik, Paluch, Cieślewicz
18. (65,93) Kościuch, Ząbik, Miedziński, Jeleniewski
19. (65,75) K. Jabłoński, Stachyra, Dobrucki, Rempała
20. (65,99) Ułamek, Hlib, M. Jabłoński, Kościecha
Finał:
21. (66,12) Dobrucki, Okoniewski, Ułamek, K. Jabłoński